# Henry Baldwin Harrison

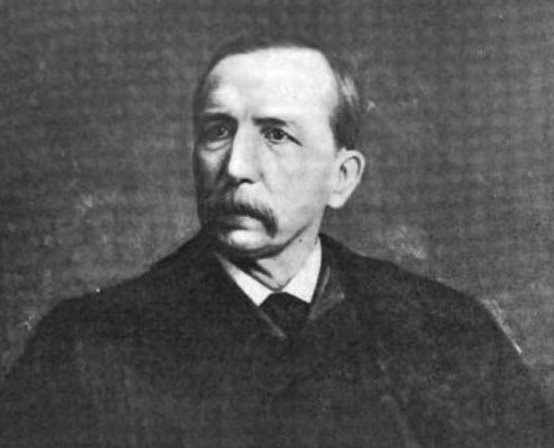
Henry Baldwin Harrison

Henry Baldwin Harrison (* 11. September 1821 in New Haven, Connecticut; † 29. Oktober 1901 ebenda) war ein US-amerikanischer Politiker und von 1885 bis 1887 Gouverneur des US-Bundesstaates Connecticut. Er war Mitglied der Republikanischen Partei.

## Frühe Jahre und politischer Aufstieg
Henry Baldwin Harrison graduierte 1846 an der Yale University und war dort auch der Abschiedsredner seines Jahrgangs. Anschließend studierte er Jura und bekam 1848 seine Zulassung als Anwalt. Harrison entschloss sich 1865, eine politische Laufbahn einzuschlagen. Er kandidierte für einen Sitz im Repräsentantenhaus von Connecticut und siegte. 1873 und 1884 war er erneut dort vertreten, zeitweise als Speaker. Ferner kandidierte er 1874 erfolglos für das Amt des Gouverneurs von Connecticut.

## Gouverneur von Connecticut
Er wurde erst zehn Jahre später, 1884, durch eine Legislativabstimmung zum Gouverneur gewählt. Während seiner Amtszeit wurde das Bureau of Labor Statistics gegründet, die Testamentgesetze überarbeitet, sowie zwei Walzwerke mit einer einzelstaatlichen Steuer gegründet. Harrisons Administration empfahl auch die Antisklavereigesetze. Ferner befürwortete er die Einführung des nötigen Kinderunterrichts bis zu einem Alter von 16 Jahren sowie der Prohibitionsprogramme. Im Januar 1887 verließ er das Amt und zog sich aus dem öffentlichen Dienst zurück.
Henry B. Harrison verstarb am 29. Oktober 1901 und wurde auf dem Grove Street Cemetery in New Haven beigesetzt. Er war mit Mary Elizabeth Osborne verheiratet.